# Natation aux Jeux olympiques d'été de 1948
Navigation
Les épreuves de natation lors des Jeux olympiques d'été de 1948 organisés à Londres se déroulent du 30 juillet au 7 août 1948.
Le programme de la natation aux Jeux, qui a varié lors des premières éditions est fixé en 1924 et reste inchangé jusqu'aux Jeux de Melbourne en 1956. Pour les hommes : en nage libre, 100, 400 et 1 500 mètres en individuel et un relais 4 × 200 mètres ; en dos, 100 mètres ; en brasse, 200 mètres. Pour les femmes : en nage libre, un 100 et un 400 mètres en individuel et un relais 4 × 100 mètres ; en dos, 100 mètres ; en brasse, 200 mètres.

## Tableau des médailles
| Rang  | Pays            | Médaille d'or | Médaille d'argent | Médaille de bronze | Total |
| 1     | États-Unis      | 8             | 6                 | 1                  | 15    |
| 2     | Danemark        | 2             | 2                 | 0                  | 4     |
| 3     | Pays-Bas        | 1             | 0                 | 2                  | 3     |
| 4     | Australie       | 0             | 2                 | 2                  | 4     |
| 5     | Hongrie         | 0             | 1                 | 3                  | 4     |
| 6     | France          | 0             | 0                 | 2                  | 2     |
| 7     | Grande-Bretagne | 0             | 0                 | 1                  | 1     |
| Total | Total           | 11            | 11                | 11                 | 33    |

## Podiums

### Hommes
| Épreuves             | Or                                                                                    | Argent                                                                   | Bronze                                                                        |
| Nage libre           |                                                                                       |                                                                          |                                                                               |
| 100 m                | Walter Ris États-Unis 57 s 3 (RO)                                                     | Alan Ford États-Unis 57 s 8                                              | Géza Kádas Hongrie 58 s 1                                                     |
| 400 m                | William Smith États-Unis 4 min 41 s 0 (RO)                                            | James McLane États-Unis 4 min 43 s 4                                     | John Marshall Australie 4 min 47 s 4                                          |
| 1 500 m              | James McLane États-Unis 19 min 18 s 6                                                 | John Marshall Australie 19 min 31 s 3                                    | György Mitró Hongrie 19 min 43 s 2                                            |
| Dos                  |                                                                                       |                                                                          |                                                                               |
| 100 m                | Allen Stack États-Unis 1 min 06 s 4                                                   | Robert Cowell États-Unis 1 min 06 s 5                                    | Georges Vallerey Jr. France 1 min 07 s 8                                      |
| Brasse               |                                                                                       |                                                                          |                                                                               |
| 200 m                | Joseph Verdeur États-Unis 2 min 39 s 3 (RO)                                           | Keith Carter États-Unis 2 min 40 s 2                                     | Robert Sohl États-Unis 2 min 43 s 9                                           |
| Relais               |                                                                                       |                                                                          |                                                                               |
| 4 × 200 m nage libre | États-Unis Walter Ris James McLane Wally Wolf William Smith 8 min 46 s 0 (RM) et (RO) | Hongrie Elemér Szathmáry György Mitró Imre Nyéki Géza Kádas 8 min 48 s 4 | France Joseph Bernardo René Cornu Henri Padou Jr. Alexandre Jany 9 min 08 s 0 |

### Femmes
| Épreuves             | Or                                                                                 | Argent                                                                             | Bronze |
| Nage libre           |                                                                                    |                                                                                    | |
| 100 m                | Greta Andersen Danemark 1 min 06 s 3                                               | Ann Curtis États-Unis 1 min 06 s 5                                                 | Marie-Louise Linssen-Vaessen Pays-Bas 1 min 07 s 6                                                           |
| 400 m                | Ann Curtis États-Unis 5 min 17 s 8 (RO)                                            | Karen Harup Danemark 5 min 21 s 2                                                  | Catherine Gibson Grande-Bretagne 5 min 22 s 6                                                                |
| Dos                  |                                                                                    |                                                                                    | |
| 100 m                | Karen Harup Danemark 1 min 14 s 4 (RO)                                             | Suzanne Zimmerman États-Unis 1 min 16 s 0                                          | Judy Davies Australie 1 min 16 s 7                                                                           |
| Brasse               |                                                                                    |                                                                                    | |
| 200 m                | Nel van Vliet Pays-Bas 2 min 57 s 2                                                | Beatrice Lyons Australie 2 min 57 s 7                                              | Eva Novák Hongrie 3 min 00 s 2                                                                               |
| Relais               |                                                                                    |                                                                                    | |
| 4 × 100 m nage libre | États-Unis Marie Corridon Thelma Kalama Brenda Helser Ann Curtis 4 min 29 s 2 (RO) | Danemark Eva Arndt-Riise Karen Harup Greta Andersen Fritze Carstensen 4 min 29 s 6 | Pays-Bas Irma Heijting-Schuhmacher Margot Marsman Marie-Louise Linssen-Vaessen Hannie Termeulen 4 min 31 s 6 |